# Феттерлейн, Эрнст Карлович
Эрнст Феттерлейн (нем. Ernest Constantine Fetterlein; 1873—1944) — российский и английский криптограф.

## Биография
Родился 3 (15) апреля 1873 года в Санкт-Петербурге в семье Карла Фёдоровича Феттерлейна. 
С 1882 года учился в гимназии при Императорском Санкт-Петербургском историко-философском институте, а затем на восточном факультете Императорского Санкт-Петербургского университета; в 1895 году окончил курс арабского отделения.
С 25 ноября 1896 года служил в Министерстве иностранных дел, был ведущим криптоаналитиком Цифирного комитета министерства. Во время Первой мировой войны он некоторое время был известен как Эрнст Попов, поскольку его немецкие имя и фамилия могли привлечь нежелательное внимание.
После революции 1917 года Феттерлейн с женой бежали в Западную Европу на борту шведского корабля. Там он предложил свои услуги британским и французским разведывательным организациям и в июне 1918 года стал сотрудником Комнаты 40. В 1919 году Комната 40 была расформирована, и на её базе, а также базе криптографического подразделения разведки британской армии MI1 была сформирован Центр правительственной связи (англ. Government Communications Headquarters, GC&CS), куда Феттерлейн  был зачислен 17 декабря 1919 года. Благодаря Феттерлейну была дешифрована значительная часть дипломатической переписки Советской России во время англо-советских торговых переговоров и в начале 1920-х годов он возглавил русскую секцию британской дешифровальной службы.
Всю свою жизнь он носил на пальце перстень с огромным рубином — подарок Николая II за его заслуги в чтении дипломатической переписки враждебных России государств. Вероятно, Феттерлейн разработал для Николая II и Александры Фёдоровны специальный шифр для обмена особо ценной информацией. Непосредственный начальник Феттерлейна В. В. Сабанин писал о нём: «В высшей степени полезный сотрудник».
Один из коллег Феттерлейна писал, что 

он был блестящим криптографом. На книжном шифре и в любом другом месте, где проницательность была жизненно важна, он был лучшим. Он был прекрасным лингвистом и обычно получал ответ независимо от языка
Оригинальный текст (англ.)He was a brilliant cryptographer. On book cipher and anything else where insight was vital he was quite the best. He was a fine linguist and would usually get an answer no matter the language.

В 1938 году вышел в отставку, но во время Второй мировой войны вернулся на службу.
Его брат П. К. Феттерлейн также работал в Центре правительственной связи.